# Patreon
Patreon은 미국의 창작자 후원 공식 사이트를 활용하여 운영하는 기업이다. 주로 콘텐츠 창작자들이 정기적이거나 일시적인 후원을 받고 그 값에 할당하는 혜택을 지불하는 일종의 크라우드 펀딩형 시스템을 활용한 사이트이다.

## 기능
모집자들은 일시불인지 정기적인지를 정하게 되는데, 물론 정기적 후원을 받으면서 따로 항목을 만들어 일시적인 모금도 가능하다. 후원내역은 일반적인 크라우드 펀딩처럼 모금액마다 항목들이 추가되며 얼마 이상 후원자에겐 특별한 보상을 지급하는 식이다. 그림이라면 정기 후원 액수가 달성 될 때마다 매달 컬러나 스케치 원고, 그림방송 등을 예고한 분량만큼 제공할 수 있고, 밴드라면 특정 금액이 모일 때 곡 연주 영상, 음원배포, 신곡발표 등을 보상으로 걸 수 있다. 소설이라면 매달 자신이 올려야 하는 원고매수를 걸 수 있다.